# Cladocera
Los cladóceros (Cladocera) son un suborden de crustáceos branquiópodos que comprende unas 400 especies, casi todas de agua dulce, siendo las más conocidas las pulgas de agua (Daphnia). El tamaño de la mayoría de las especies oscila entre 0,5 y 3 mm.
El cuerpo de los cladóceros está cubierto por un caparazón que deja solo fuera la cabeza y las largas antenas nadadoras. Muchas especies excavan y reptan por el fondo alimentándose de materia orgánica del sedimento, y otras forman parte del plancton y son suspensívoras; pocas especies son depredadoras de otros cladóceros.
Muchas especies se reproducen por partenogénesis y poseen machos enanos; en la mayoría de casos se ha comprobado que existen períodos ocasionales de reproducción sexual, sobre todo cuando hay superpoblación, carencia de alimento o temperaturas adversas, las hembras partenogenéticas producen machos.
La forma del cuerpo de algunas especies planctónicas sufre cambios estacionales a través de sucesivas generaciones producidos por partenogénesis, fenómeno conocido como ciclomorfosis.

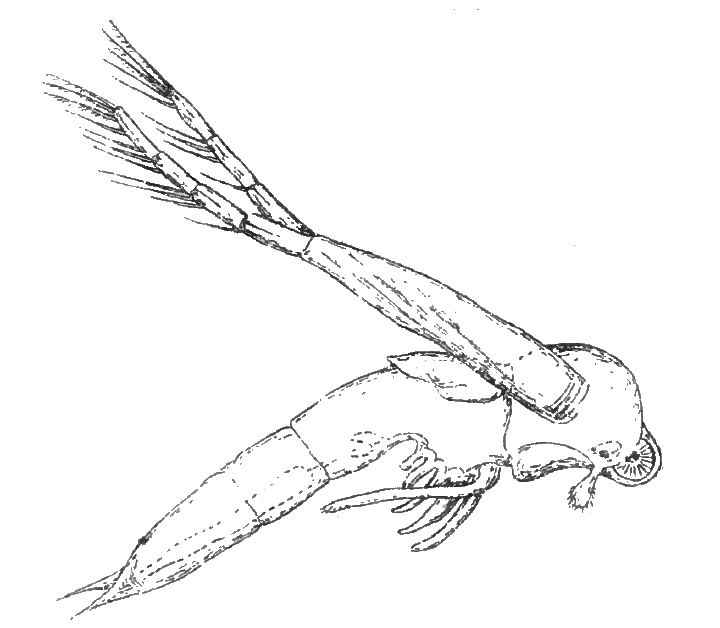
Leptodora kindtii

## Clasificación
Según Martin & Davis (2001),  los cladóceros se clasifican como sigue:
- Infraorden Ctenopoda Sars, 1865
  - Familia Holopediidae Sars, 1865
  - Familia Sididae Baird, 1850
- Infraorden Anomopoda Stebbing, 1902
  - Familia Bosminidae Baird, 1845
  - Familia Chydoridae Stebbing, 1902
  - Familia Daphniidae Straus, 1820
  - Familia Macrothricidae Norman & Brady, 1867
- Infraorden Onychopoda Sars, 1865
  - Familia Cercopagididae Mordukhai-Boltovskoi, 1968
  - Familia Podonidae Mordukhai-Boltovskoi, 1968
  - Familia Polyphemidae Baird, 1845
- Infraorden Haplopoda Sars, 1865
  - Familia Leptodoridae Lilljeborg, 1900

## Cladóceros marinos
De las 400 especies que se conocen de cladóceros únicamente 9 son marinas, incluida Bosmina maritima P. E. Müller (1867) que está presente exclusivamente en el mar Báltico. 

### Características generales
Los cladóceros marinos son crustáceos de pequeño tamaño, no llegando a sobrepasar, por regla general, el milímetro de longitud (mesozooplancton).
En la cabeza hay un ojo medio de tipo naupliar en Penilia, mientras que en el resto de especies, se presenta un ojo impar compuesto y móvil.
El cuerpo no tiene una segmentación definida. En la región torácica, tienen de cuatro o seis pares de apéndices que son birrámeos, al igual que el resto de los apéndices que poseen. La parte posterior del cuerpo se divide en abdomen y postabdomen, y carece de extremidades. 

### Reproducción
Una característica de este grupo es que alterna una reproducción sexual con una partenogenética. En condiciones favorables, los cladóceros se reproducen partenogenéticamente (no hay machos), pero cuando las condiciones del medio son desfavorables, las hembras partenogenéticas originan una generación de hembras y machos sexuales, que producen gametos haploides (n), y que se reproducen sexualmente dando lugar a huevos de resistencia (2n).
Las hembras partenogenéticas tienen una cámara incubadora en la región abdominal, y las crías son visibles por simple transparencia. Cuando las crías son muy numerosas y están en avanzado estado de desarrollo, llegan a deformar el cuerpo de la madre.

### Taxonomía
Tradicionalmente, los cladóceros marinos (excluyendo a Bosmina maritima) se han clasificado en 8 especies, distribuidas en 3 géneros: Penilia, Evadne y Podon, pero las últimas tendencias consideran 5 géneros.

### Características de las especies
- Gén. Penilia

La cabeza es pequeña comparada con el cuerpo. El exoesqueleto, que es bivalvo, recubre la totalidad del cuerpo y prácticamente todos los apéndices torácicos, que en esta especie son 6 pares. Presentan el primer par de antenas muy poco desarrollado, excepto en machos adultos; por el contrario, el segundo par (anténulas) es de gran tamaño, y son el órgano principal de locomoción.
- Penilia avirostris

- Gén. Evadne

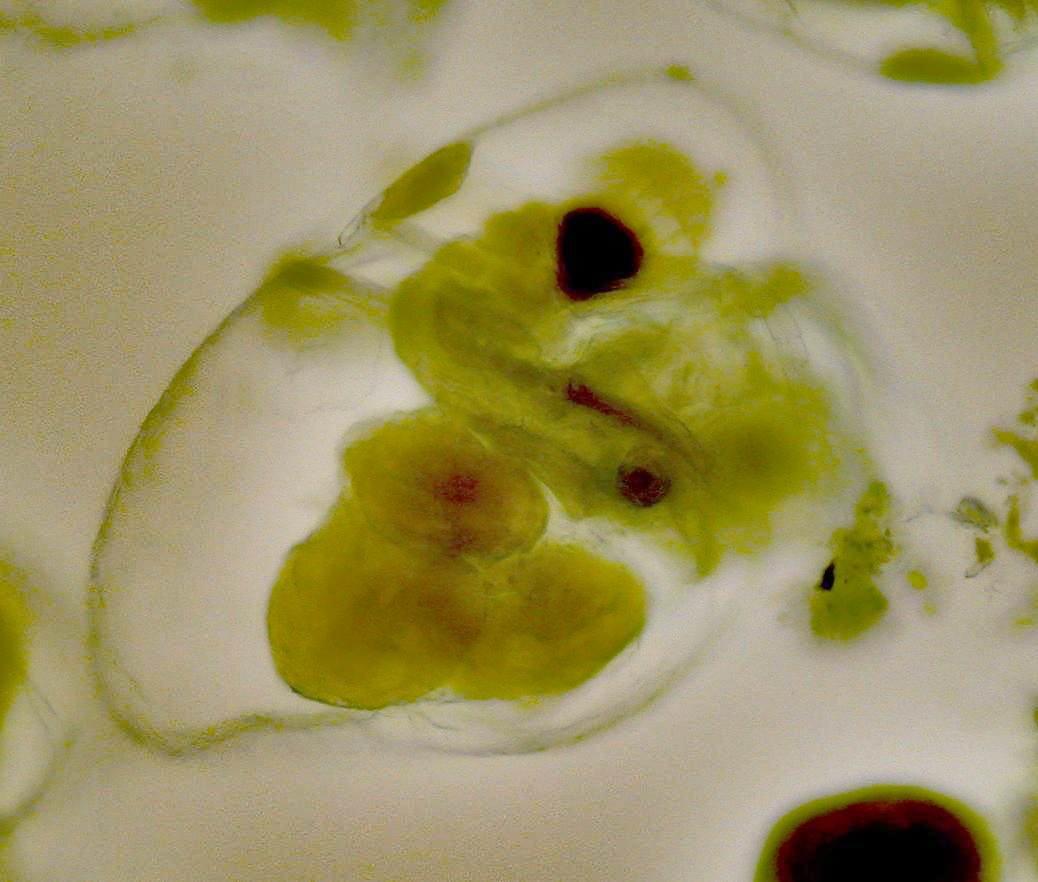
Pseudevadne tergestina (hembra partenogenética).

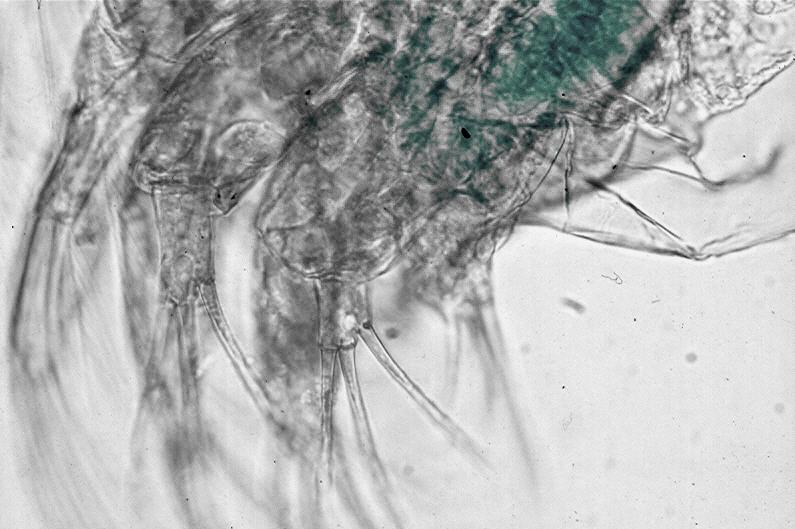
Detalle de los exopoditos de los apéndices torácicos.

Las especies de este género se caracterizan por no presentar diferenciación patente entre la cabeza y el resto del cuerpo. Tienen cuatro pares de apéndices torácicos y el exoesqueleto está muy reducido. 
- Evadne nordmanni

El cuerpo de las hembras partenogenéticas termina en una pequeña espina, mientras que el de los machos termina de forma afilada.
- Evadne spinifera

El cuerpo presenta una larga espina terminal.
- Gén. Pseudevadne

Al igual que las especies pertenecientes al género Evadne, los ejemplares de este género tienen cuatro pares de apéndices torácicos; el exoesqueleto está muy reducido y no hay una separación clara entre la cabeza y el resto del cuerpo, pero la forma final del cuerpo es redondeada.
- Pseudevadne tergestina

- Gén. Pleopis

Las especies de este género se caracterizan por presentar una depresión dorsal entre la cabeza y el resto del cuerpo. Tienen cuatro pares de apéndices torácicos y el exoesqueleto está también muy reducido. 
- Pleopis polyphemoides
- Pleopis schmackeri

- Gén. Podon

Las especies de este género son muy similares a las del género Pleopis, diferenciándose en un menor número de ramas de los exopoditos de los apéndices torácicos.
- Podon intermedius
- Podon leuckarti